# Arctosa upembana
Arctosa upembana Roewer, 1960 è un ragno appartenente alla famiglia Lycosidae.

## Etimologia
Il nome proprio della specie deriva dal parco nazionale congolese dove sono stati rinvenuti gli esemplari: il Parco Nazionale di Upemba.

## Caratteristiche
L'epigino è piatto, tanto lungo quanto largo, di forma quasi circolare. i cheliceri hanno 3 dentelli posteriormente, di pari forma e dimensioni.
Le femmine hanno il bodylenght (prosoma + opistosoma) di 10 millimetri (4,5 + 5,5).

## Distribuzione
La specie è stata reperita nel Congo meridionale: in località Kabwe, sulla riva destra del fiume Muye, affluente di destra del Lufira a 1320 metri di altitudine; e in località Kateke, lungo il fiume Muovwe, subaffluente di destra del Lufira, a 960 metri di altitudine; entrambe le località sono all'interno del Parco Nazionale di Upemba.

## Tassonomia
Al 2016 non sono note sottospecie e dal 1960 non sono stati esaminati nuovi esemplari.